# Prosopocoilus passaloides
Prosopocoilus passaloides es una especie de coleóptero de la familia Lucanidae.

## Distribución geográfica
Habita en Andaman, Tailandia, Península de Malaca, Borneo y Sumatra.